# Linda Hoffman
Linda Hoffman (* im 20. Jahrhundert in Michigan, Vereinigte Staaten) ist eine US-amerikanische Schauspielerin.

## Leistungen
Hoffmann trat erstmals 1971 als Schauspielerin in Erscheinung, danach war sie ab 1988 bis Ende der 1990er Jahre in mehr als zwei Dutzend Produktionen zu sehen. Sie spielte im Jahr 1996 die Hauptrolle in dem Softerotikfilm Jane Street. Darüber hinaus übernahm sie in den 1990er Jahren zahlreiche weitere Rollen, hauptsächlich in US-amerikanischen B-Movies und TV-Serien. Zuletzt trat sie 1999 in Erscheinung.
Vor ihrer Schauspielkarriere arbeitete sie als Model in New York, Paris, Mailand und Los Angeles.

## Filmografie (Auswahl)
- 1996: Jane Street (Hauptrolle)
- 1996: The Dentist
- 1997: Reckless – Von Rache getrieben (Merchant of Death)
- 1997: Im Körper des Feindes
- 1998: Du kannst anfangen zu sterben (Captured)
- 1998: The Dentist 2